# 舊維什尼韋齊
49°53′35″N 25°45′44″E / 49.89306°N 25.76222°E
舊維什尼韋齊（烏克蘭語：Старий Вишнівець），是烏克蘭的村落，位於該國西部捷爾諾波爾州，由克列梅涅茨區負責管轄，始建於1395年，面積0.68平方公里，2001年人口1,625，人口密度每平方公里2,396.8人。